# Агенција за привредне регистре
Агенција за привредне регистре је правно лице (владина агенција) које води регистре као јединствене централизоване електронске базе података.
Седиште Агенције је у Београду.

## Регистри
Агенција води законом утврђене регистре као јединствене централизоване електронске базе података, и то:
- Регистар привредних субјеката;
- Регистар заложног права на покретним стварима и правима;
- Регистар финансијског лизинга;
- Регистар медија;
- Регистар удружења;
- Регистар страних удружења;
- Регистар мера и подстицаја регионалног развоја;
- Регистар привредних комора и Регистар представништава страних привредних комора;
- Регистар туризма;
- Регистар финансијских извештаја;
- Регистар стечајних маса;
- Регистар задужбина и фондација;
- Регистар представништава страних задужбина и фондација;
- Регистар удружења, друштава и савеза у области спорта;
- Регистар судских забрана;
- Регистар факторинга;
- Регистар понуђача;
- Регистар уговора о финансирању пољопривредне производње;
- Регистар пружалаца рачуноводствених услуга;
- Регистар здравствених установа;
- Регистар установа културе;
- Централна евиденција привремених ограничења права лица регистрованих у Агенцији за привредне регистре;
- Централна евиденција стварних власника;
- Централна евиденција обједињених процедура (Грађевинске дозволе);
- Јединствена централна евиденција здравствених установа.

## Органи Агенције
Органи Агенције су Управни одбор и директор.
Управни одбор има председника и четири члана, које именује и разрешава Влада Републике Србије на предлог министарства надлежног за послове привреде. Именују се на четири године.
Управни одбор обавља следеће послове: доноси Статут и друге опште акте, доноси пословник о свом раду, одређује висину накнаде за услуге које пружа Агенција, усваја годишњи план рада, врши избор ревизора, усваја годишњи финансијски план, усваја годишњи извештај о пословању, усваја финансијске извештаје и извештаје о ревизији, предлаже мере за отклањање сметњи од значаја за ефикасно функционисање регистара и обавља друге послове утврђене законом и статутом.
Директора Агенције именује и разрешава Влада на предлог Управног одбора. Именује се на период од пет година и може поново бити именован.
Директор обавља следеће послове: заступа и представља Агенцију, организује и руководи радом и пословањем Агенције, одговоран је за законитост рада Агенције, извршава одлуке Управног одбора и предузима мере за њихово спровођење, одговара за коришћење људских потенцијала и материјалних ресурса Агенције и располагање имовином Агенције, предлаже годишњи план рада Агенције, предлаже годишњи финансијски план Агенције, подноси годишњи извештај о раду Агенције, подноси годишњи извештај о финансијском пословању Агенције, доноси правилник о унутрашњој организацији и систематизацији радних места у Агенцији и друге опште акте које не доноси Управни одбор; доноси појединачне акте Агенције, ако законом није друкчије прописано, одлучује о правима и одговорностима запослених у Агенцији и обавља и друге послове утврђене законом и статутом.

## Организација
Агенција води регистре преко регистратора које именује и разрешава Управни одбор Агенције уз претходну сагласност Владе. Именују се на период од четири године, с тим што исто лице може бити поново именовано.
Организационе јединице Агенције за привредне регистре су:
- Сектор заједничких послова;
- Сектор информатике и развоја;
- Сектор правних и општих послова;
- Сектор економско-финансијских послова,
- Интерна ревизија.